# 斯坦·达尔吉斯
斯坦·达尔吉斯（英語：Stan Dargis，1928年—），澳大利亚男子篮球运动员。他曾随国家队参加了1956年夏季奥林匹克运动会男子篮球比赛，最终队伍获得第十二名。